# Енисей (ядерная энергетическая установка)
Енисей, Топаз-2 — ядерная энергетическая установка выпускалась «ЦКБ машиностроения». Установка являлась развитием идеи реализованной в установках серии «Бук». В серию установка не пошла, в космос не выводилась.

## История
Установки производились «ЦКБ машиностроения» в кооперации с предприятиями,  Курчатовский институт, НПО «Луч», ПНИТИ, СФТИ. Создание установок завершилось циклом наземных испытаний в том числе шесть ядерных энергетических испытаний с подтверждением ресурса около полутора лет, с прогнозированием ресурса по результатам вскрытия и изучения элементной базы, до трех и более лет. Для летных испытаний были разработаны два образца и несколько изделий для отработки стыковки с КА. В связи с сокращением финансирования летные испытания не проводились, созданные образцы были использованы в совместных работах с США. Проданы НАСА в 1992 году за 13 миллионов долларов, где были изучены прошли полигонные испытания, однако в космос не выходили. В США создавались свои термоэмиссионные реакторы на основе установок «Енисей», с целью снабдить ими свои военные спутники. В 1994 году установки находились в лабораторном центре «Philips» где проводились стендовые испытания. Существуют мнения согласно которым на борту затонувшего парома «Эстония» в одной из запрещенных к досмотру машин, находилась конструкторская документация по программе «Енисей» (Топаз-2).

## Описание
Вариант термоэмиссионной ЯЭУ с одноэлементными ЭГК, являющийся развитием проекта установок серии «Бук». Установки серии «Топаз» и Енисей схожи по параметрам, однако имеют различия конструктивного характера.

## Люди
- Сотрудник «Курчатовского института» Николай Николаевич Пономарёв-Степной принимал участие в создании первого в мире реактора-преобразователя «Ромашка» с термоэлектрическим генератором, установки Енисей «Топаз-2»[4].